# Илочац
Илочац (мађ. Illocska) је село у Мађарској, у јужном делу државе. Село управно припада Шиклошком срезу Барањске жупаније, са седиштем у Печују.
Илочац је до Првог светског рата имао значајну српску заједницу, а као спомен минулих времена у средишту насеља очувана је Српска православна црква.

## Природне одлике
Илочац се налази у јужној Мађарској, у историјској области Барања. Граница са Хрватском се налази непосредно јужно од села. Најближи већи град је Шиклош.
Село је смештено у средишњој Барањи и удаљено је од ободних река, Дунава и Драве. Насеље је положено у равници, на приближно 90 метара надморске висине.

## Становништво
Према подацима из 2013. године Илочац је имао 241 становника. Последњих година број становника опада.
Претежно становништво у насељу чине Мађари римокатоличке вероисповести (93%), а једина присутна мањина су Роми (7%).
Срба данас у селу нема.

### Попис1910.
| Илочац | Илочац |
| --- | --- |
| Језик | Вера |
| укупно: 591 Немачки 311 (52,62%) Српски 251 (42,47%) Мађарски 18 (3,04%) Хрватски 3 (0,50%) остали 8 (1,35%) | <div style="border:solid transparent;position:absolute;width:100px;line-height:0;<div style="border:solid transparent;position:absolute;width:100px;line-height:0; укупно: 591 Римокатолици 334 (56,51%) Православци 249 (42,13%) Јевреји 8 (1,35%) - (-%) |

## Историја Срба у месту
Срби су у насељу присутни још од средњег века, али је њихов број посебно нарастао после Велике сеобе. У 19. веку они су чинили већину сеоског становништва.
Стара српска православна црква подигнута је после велике сеобе Срба. У селу и данас стоји српска православна црква, посвећена Светој Петки. Црква је саграђена 1808. године. Иконостас је сликао Јаков Недић житељ села Боботе, почетком 19. века. Православно парохијско звање је основано 1808. године, а матичне књиге се воде од 1851. године са бременском заједно. Грађевина је у добром стању, и у њој се повремено врше богослужења.Magyarországi ortodox templomok | Szakrális építészet</ref>
Село Илочац има 1731. године само девет православних домова. У селу Илочцу се 1735. године исповедило 12 домаћина, 10 домаћица, браће и синова - један, кћерки и снаја - 4, од слугу нико, укупно 27 православних Хришћана. Помиње се тада само домаћин Милашин Милосављев. Године 1796. избројано је у месту 225 Срба, а век потом - 1890. године мало више - 256 душа. По другом попису са средине 19. века, у Илочцу је 1867. године било 227 православних Срба. Администратор парохије поп Атанасије Чокор набавио је 1860. године корисну књигу о пчеларству.
Почетком 20. века је црквена општина у месту, скупштина редовна под председништвом Миладина Дреновца. Али село је као парохијска филијала подређено Бремену, са којим чини јединствену парохију шесте платежне класе. У селу је српско православно гробље, има парохијски дом а свештеник долази из Бремена. Црквено-општински посед је 11 кј. земље.
Учитељ Козма Терзић је био једини пренумерант српске књиге из места. Примљен је за учитеља у Илочцу 1864. године Васа Милиновић. Милиновић је завршио основну школу и Препарандију. Он је морао 1868. године да полаже учитељски испит на Сомборској препарандији. Није се учитељ усрећио ступивши у Илочац, судећи по допису из тог места, под називом „Патње србских учитеља”. Било је тада уобичајено да су учитељске плате мале и да се неуредно исплаћују. Месецима не би добили ни новац ни огрев. Често би им силом по 2 ф. узимали општинари, да се „почасте”. У Илочцу се десио велики инцидент који је описао учитељ Васа. на Никољдан су разбојници напали на учитељев дом, пећ поломили, прозоре поразбијали. Општина та онда за чудо није хтела да оправи месну школу. За православни Школски фонд дала је илочаска општина само 2 ф. прилога. 1867. године.
У лето 1894, 1897. и 1898. године расписан је сличан стечај за упражњено место учитеља у српској вероисповедној школи у Илочцу. Понуђена годишња основна плата је 300 ф. минимум, и учитељски стан са једном великом патосаном собом и комором. Следује га једно јутро добре баште, а такође добија „ситну пару” од великог укопа (40 новчића), од малог укопа (40) и од венчанице (40 н). Дужан је учитељ у цркви појати и уз свештеника сваку дужност вршити. Услове су 1894. године потписом гарантовали председник Школског одбора Марко Дреновац и перовођа Јован Тошковић, три године касније председник Милан Недић са перовођом Максимом Поповићем. Преко црквеног листа изражена је јавна захвалност дародавцима из Дарде, господару Урошу Рацковићу и његовој супрузи Јулки Радојчић. Они су поклонили цркви у Илачцу два метална посребрена чирака вредна 40 ф. Тада је председник црквене општине био Милан Недић, а парох администратор Исидор Бошњак. године 1905. Школски управитељ је био Младен Јанковић. Школа је српска народна има једно здање зидано 1877. године. Учитељ је Родољуб Увалић родом из Куле, тек је приспео. Редовну наставу тада прати 15 ђака и још 12 њих похађа недељну школу. Нова школска зграда у Илочцу освећена је новембра 1912. године, од прилога народа од 500 к и већег прилога у износу од 500 к, од стране племенитих супружника Еугена и Петронеле Думче из Сентандреје. Стара зграда није порушена него је преправљена за учитељски стан, који је сада проширен, а уз стару ограду никла је зграда нове школе и то је кажу била тада најлепша зграда у селу. Освећење школе је извео парох поп Милан Костовић. Учитељица у Илочцу је 1913. године Смиљка Глибоњска.
Године 1905. Илочац је мала општина у Барањаварском срезу. Ту живи 586 становника у 116 домова. Доминирају немци, а Срба има мање; њих 241 православних душа (или 41%) је са 50 српских кућа. Од српских јавних здања ту су православна црква и народна школа.
После Првог светског рата и поделе Барање на два дела — данас мађарски (северни, већи) и југословенски (јужни, мањи), Илочац се нашао у сасвим другачијем, неповољнијем положају. Нова граница између Републике Мађарске и Краљевине Срба, Хрвата и Словенаца, нашла се уз само насеље. У следећим годинама огромна већина Срба се иселила у српске делове новоосноване Краљевине Срба, Хрвата и Словенаца, тако да данас Срба нема у селу.
На прагу 21. века опстала је српска црква, у центру села. Једнобродна црква скромних димензија. Капа торња је у облику заломљене пирамиде из 1908. године. Српско православно гробље се налази пола километра ван насеља, поред пута за Мађарбоју. Првобитно гробље се налазило око цркве али о споменицима нема трага. Данашње гробље је отворено половином 19. века, и власништво је српске црквене општине. Само на три камена споменика су епитафи на мађарском језику. Ограде нема, централни гробни крст не постоји.
Месном парохијом илочком у којој више нема Срба, 2018. године администрира поп Милан Ерић, парох печујски. Редовно се још увек слави црквена слава Петковача, на коју долазе Срби са свих страна.